# Delvin N’Dinga
Delvin Chanel N’Dinga (ur. 14 marca 1988 w Pointe-Noire) – kongijski piłkarz grający na pozycji defensywnego pomocnika.

## Kariera klubowa
Pierwszymi klubami Delvina były CNFF i CSMD Diables Noirs. Od 2005 roku, zaczynając od drugiej drużyny, grał w AJ Auxerre. W 2012 roku odszedł do AS Monaco. W sezonie 2012/2013 awansował z nim z Ligue 1 do Ligue 2. W 2013 został wypożyczony do Olympiakosu, z którym dwukrotnie z rzędu wywalczył tytuł mistrza Grecji. W 2015 odszedł na wypożyczenie do Lokomotiwu Moskwa. W 2017 trafił do Sivassporu.
| Sezon   | Klub             | Kraj    | Rozgrywki          | Mecze | Bramki | Rozgrywki Europy   | Mecze | Bramki |
| ------- | ---------------- | ------- | ------------------ | ----- | ------ | ------------------ | ----- | ------ |
| 2008/09 | AJ Auxerre       | Francja | Ligue 1            | 3     | 0      | -                  | -     | -      |
| 2009/10 | AJ Auxerre       | Francja | Ligue 1            | 26    | 1      | -                  | -     | -      |
| 2010/11 | AJ Auxerre       | Francja | Ligue 1            | 26    | 0      | Liga Mistrzów UEFA | 7     | 0      |
| 2011/12 | AJ Auxerre       | Francja | Ligue 1            | 23    | 1      | -                  | -     | -      |
| 2012/13 | AS Monaco        | Francja | Ligue 2            | 25    | 0      | -                  | -     | -      |
| 2013/14 | AS Monaco        | Francja | Ligue 1            | 2     | 0      | -                  | -     | -      |
| 2013/14 | Olympiakos SFP   | Grecja  | Superleague Ellada | 19    | 0      | Liga Mistrzów      | 6     | 0      |
| 2014/15 | Olympiakos SFP   | Grecja  | Superleague Ellada | 17    | 1      | Liga Mistrzów      | 6     | 1      |
| 2015/16 | Lokomotiw Moskwa | Rosja   | Priemjer-Liga      | 24    | 0      | Liga Europy        | 8     | 0      |
| 2016/17 | Lokomotiw Moskwa | Rosja   | Priemjer-Liga      | 9     | 0      | -                  | -     | -      |
| 2017/18 | Sivasspor        | Turcja  | Süper Lig          | 27    | 2      | -                  | -     | -      |

Stan na: koniec sezonu 2017/2018

## Kariera Reprezentacja
W latach 2005–2007 grał w reprezentacji Konga do lat 21.
Od 2007 roku gra w dorosłej Reprezentacji Konga. W 2015 roku wystąpił z nią w Pucharze Narodów Afryki.